# Alwyn Tera
Alwyn Luheni Tera (Nairobi, 18 gennaio 1997) è un calciatore keniota, centrocampista dell'Ararat-Armenia e della nazionale keniota.

## Carriera

### Club
Ha giocato nella prima divisione georgiana e in quella armena.

### Nazionale
Nel 2021 ha esordito in nazionale.

## Statistiche

### Presenze e reti nei club
Statistiche aggiornate al 9 settembre 2021.
| Stagione                 | Squadra                  | Campionato               | Campionato | Campionato | Coppe nazionali | Coppe nazionali | Coppe nazionali | Coppe continentali | Coppe continentali | Coppe continentali | Altre coppe | Altre coppe | Altre coppe | Totale | Totale |
| Stagione                 | Squadra                  | Comp                     | Pres       | Reti       | Comp            | Pres            | Reti            | Comp               | Pres               | Reti               | Comp        | Pres        | Reti        | Pres   | Reti   |
| ------------------------ | ------------------------ | ------------------------ | ---------- | ---------- | --------------- | --------------- | --------------- | ------------------ | ------------------ | ------------------ | ----------- | ----------- | ----------- | ------ | ------ |
| 2015-2016                | Saburtalo Tbilisi        | UL                       | 15         | 0          | CG              | 0               | 0               |                    | -                  | -                  |             | -           | -           | 15     | 0      |
| 2016                     | Saburtalo Tbilisi        | UL                       | 13         | 1          | CG              | 0               | 0               |                    | -                  | -                  |             | -           | -           | 13     | 1      |
| 2017                     | Saburtalo Tbilisi        | EL                       | 27         | 2          | CG              | 0               | 0               |                    | -                  | -                  |             | -           | -           | 27     | 2      |
| 2018                     | Saburtalo Tbilisi        | EL                       | 26         | 1          | CG              | 0               | 0               |                    | -                  | -                  |             | -           | -           | 26     | 1      |
| 2019                     | Saburtalo Tbilisi        | EL                       | 22         | 0          | CG              | 4               | 0               | UCL+UEL            | 2+2                | 0                  | SG          | 1           | 0           | 31     | 0      |
| 2020                     | Saburtalo Tbilisi        | EL                       | 17         | 4          | CG              | 3               | 0               | UEL                | 1                  | 0                  | SG          | 1           | 0           | 22     | 4      |
| 2021                     | Saburtalo Tbilisi        | EL                       | 18         | 1          | CG              | 2               | 0               |                    | -                  | -                  |             | -           | -           | 20     | 1      |
| Totale Saburtalo Tbilisi | Totale Saburtalo Tbilisi | Totale Saburtalo Tbilisi | 138        | 9          |                 | 9               | 0               |                    | 5                  | 0                  |             | 2           | 0           | 138    | 9      |
| 2021-2022                | Ararat-Armenia           | BC                       | 5          | 1          | CA              | 0               | 0               |                    | -                  | -                  |             | -           | -           | 5      | 1      |
| Totale carriera          | Totale carriera          | Totale carriera          | 143        | 10         |                 | 9               | 0               |                    | 5                  | 0                  |             | 2           | 0           | 159    | 10     |

### Cronologia presenze e reti in nazionale
| Cronologia completa delle presenze e delle reti in nazionale ― Uganda | Cronologia completa delle presenze e delle reti in nazionale ― Uganda | Cronologia completa delle presenze e delle reti in nazionale ― Uganda | Cronologia completa delle presenze e delle reti in nazionale ― Uganda | Cronologia completa delle presenze e delle reti in nazionale ― Uganda | Cronologia completa delle presenze e delle reti in nazionale ― Uganda | Cronologia completa delle presenze e delle reti in nazionale ― Uganda | Cronologia completa delle presenze e delle reti in nazionale ― Uganda |
| Data                                                                  | Città                                                                 | In casa                                                               | Risultato                                                             | Ospiti                                                                | Competizione                                                          | Reti                                                                  | Note                                                                  |
| --------------------------------------------------------------------- | --------------------------------------------------------------------- | --------------------------------------------------------------------- | --------------------------------------------------------------------- | --------------------------------------------------------------------- | --------------------------------------------------------------------- | --------------------------------------------------------------------- | --------------------------------------------------------------------- |
| 11-11-2021                                                            | Kitende                                                               | Uganda                                                                | 1 – 1                                                                 | Kenya                                                                 | Qual. Mondiali 2022                                                   | -                                                                     | 63’ 90+2’                                                             |
| Totale                                                                |                                                                       | Presenze                                                              | 1                                                                     |                                                                       | Reti                                                                  | 0                                                                     |                                                                       |

## Palmarès

### Club

#### Competizioni nazionali
- Campionato georgiano: 1

Saburtalo Tbilisi: 2018
- Coppa di Georgia: 1

Saburtalo Tbilisi: 2019
- Supercoppa di Georgia: 1

Saburtalo Tbilisi: 2020
- Coppa d'Armenia: 1

Ararat-Armenia: 2023-2024
- Supercoppa d'Armenia: 1

Ararat-Armenia: 2024